# Diastylis paralaskensis
Diastylis paralaskensis är en kräftdjursart som beskrevs av Stella Vassilenko och Ludmila Tzareva 1990. Diastylis paralaskensis ingår i släktet Diastylis och familjen Diastylidae. Inga underarter finns listade i Catalogue of Life.